# Beaufortia (végétal)
Pour l’article homonyme, voir Beaufortia (poisson).
Genre
Classification phylogénétique
Beaufortia est un genre de plantes à fleurs de la famille des Myrtaceae. Ce sont des arbustes ou de petits arbres endémiques à la région du sud-ouest de l'Australie-Occidentale. 

## Liste des espèces
- Beaufortia aestiva K.Brooks
- Beaufortia anisandra Schauer
- Beaufortia bicolor Strid
- Beaufortia bracteosa Diels
- Beaufortia cyrtodonta (Turcz.) Benth.
- Beaufortia dampieri A.Cunn.
- Beaufortia decussata R.Br.
- Beaufortia elegans Schauer
- Beaufortia empetrifolia (Rchb.) Schauer
- Beaufortia eriocephala W.Fitzg.
- Beaufortia heterophylla Turcz.
- Beaufortia incana (Benth.) A.S.George
- Beaufortia interstans F.Muell.
- Beaufortia macrostemon Lindl.
- Beaufortia micrantha Schauer
- Beaufortia orbifolia F.Muell.
- Beaufortia purpurea Lindl.
- Beaufortia schaueri Schauer
- Beaufortia sparsa R.Br.
- Beaufortia sprengelioides (DC.) Craven
- Beaufortia squarrosa Schauer